# Marco Büchel
Pour les articles homonymes, voir Büchel.
Marco Büchel, né le 4 novembre 1971 à Walenstadt (Suisse), est un skieur alpin liechtensteinois qui s'illustre d'abord dans les disciplines techniques (le géant) puis dans les disciplines de vitesse (super G et descente). Issu de la petite nation du Liechtenstein, il a notamment remporté une médaille d'argent aux Championnats du monde 1999, ainsi que quatre épreuves de Coupe du monde dans les années 2000 établissant par la même occasion le record du plus vieux vainqueur d'une épreuve à l'âge de 36 ans, 2 mois et 14 jours lors du super G de Kitzbühel.

## Biographie

### Débuts
Marco Büchel est issu d'un pays alpin niché entre la Suisse et l'Autriche, c'est donc tout naturellement qu'il chausse petit des skis. En janvier 1988, il participe aux Championnats du monde junior à Madonna di Campiglio en prenant la 74e place du géant, expérience renouvelée en 1990 à Zinal avec une 35e place toujours en géant.
En 1994, il participe à ses premiers Jeux olympiques d'hiver à Lillehammer sous le drapeau du Liechtenstein. Il termine 40e de l'épreuve de la descente et 32e du super G. La saison suivante, il fait ses grands débuts en Coupe du monde avec un géant puis un slalom à Tignes les 3 et 4 décembre 1994. En 1996, il participe à ses premiers Championnats du monde de ski alpin dans la Sierra Nevada en Espagne, en se plaçant 18e du géant (abandon en slalom). Lors de la saison 1997, il marque ses premiers points en Coupe du monde au géant de Sölden avec une 21e place. Büchel se spécialise alors complètement au géant cette année-là, aux Championnats du monde 1997 à Sestrières il prend la 16e place du géant.

### 1998-1999: spécialisation en géant
Lors de la saison 1998, il réussit à terminer l'exercice de la Coupe du monde avec la 10e du classement du géant grâce notamment à ses nombreux top-10 (7e à Park City, 6e à Val d'Isère, 9e à Saalbach, 10e à Yongpyong et 5e à Crans-Montana, cependant aux Jeux olympiques d'hiver de 1998 de Nagano il termine à la 14e place du géant. En 1999, il continue de ne participer qu'aux géants, il réalise en début de saison son premier podium en Coupe du monde avec une 3e place à Park City avant de remporter aux Championnats du monde 1999 la médaille d'argent du géant devancé par Lasse Kjus et devançant Steve Locher. La dernière médaille remportée par le Liechtenstein dans un Championnat du monde datait de 1982 avec le bronze d'Ursula Konzett, et chez les hommes depuis 1980 avec l'argent d'Andreas Wenzel. Il termine la saison avec deux autres top-10 en géant à Ofterschwang (10e) et Sierra Nevada (8e) qui lui permet de terminer à la 9e place du géant.

### 2000-2002: participation à d'autres disciplines que le géant
Lors de la saison 2000, Büchel décide de prendre part à d'autres disciplines tels que le super G, le combiné et la descente. C'est d'ailleurs en super G qu'il réalise son premier top-10 avec une 4e place à Kitzbühel, performante rééditée à Sankt-Anton (9e). En géant, il monte à deux reprises sur un podium avec une 3e place à Kranjska Gora derrière Christian Mayer et Joël Chenal puis une seconde place derrière Mayer à Honderstoder. Il termine la saison à la 21e place du général. En 2001, il poursuit cette régularité dans les top-10 en géant (9e à Park City, 8e puis 9e à Val d'Isère) et en super G (6e à Kitzbühel et 7e à Kvitfjell), réussissant au cours de la saison deux podiums en géant, tout d'abord aux Arcs avec une troisième place derrière Michael von Grünigen et Benjamin Raich puis une seconde place à Shigakogen derrière Hermann Maier. C'est une saison aboutie qui le voit finir à la 14e place au général.
L'année 2002 est nettement moins en réussite, hormis un top-10 en super G à Val d'Isère (8e), Büchel connaît de grosses difficultés en géant où lors des cinq premiers géants, il n'en termine qu'un à la 26e (à Adelboden). Il ne se présente donc pas dans les meilleures conditions pour les Jeux olympiques d'hiver de 2002. Ceci est confirmé par une 29e place en descente, une 17e en géant et une 13e en super G. La saison 2003 confirme ses résultats précédents en géant où il est moins en réussite pour plus de succès dans les disciplines de vitesse que sont le super G et la descente.  Il est même tout proche de remporter un Super G à Beaver Creek (2e derrière Didier Cuche) puis Val Gardena (3e derrière Didier Defago et Hannes Reichelt, en descente il fait un top-10 sur la célèbre descente de Kitzbühel (9e) ainsi qu'en combiné (9e). Malgré ses bons résultats, il ne parvient pas à rééditer ces performances l'occasion des Championnats du monde 2003 de Saint-Moritz avec une 11e place en super G, une 18e en descente et une 19e en géant. Cependant il connaît en fin de saison sa première victoire en coupe du monde avec le super G de Garmisch-Partenkirchen devant Stefan Eberharter et Tobias Grünenfelder. Il termine l'année à la seconde place du classement du Super G derrière Eberharter et à la 23e place du général.

### 2004-2007: abandon du géant au profit des disciplines de vitesse
2004 confirme ses préférences pour la vitesse, même s'il vit une saison moyenne où il obtient seulement deux top-10 en super G à Vail (9e) et en descente toujours à Vail (7e) pour échouer à une 46e place au général. Lors de la saison 2005, après une 7e place au super G de Beaver Creek, il monte sur le podium de la descente de Val d'Isère derrière Franz Werner puis fait un nouveau top-10 au super G de Val Gardena. Il se présente alors aux Championnats du monde 2005 de Bormio, il rate de peu le podium en super G avec une 5e place derrière Bode Miller, Michael Walchhofer, Raich et Maier. En descente il prend la 25e place et abandonne en première manche du géant. Sa fin de saison est plutôt terminée sur de bonnes performances avec une 6e en descente de Kvitfjell et une 4e du super G de Lenzerheide. Il finit à la 11e place au général.
L'âge ne semble pas d'avoir d'emprise du Büchel puisqu'il réalise ses meilleures performances la trentaine passée. Ceci est accréditée par une excellente année 2006. Il remporte sa seconde victoire en Coupe du monde de sa carrière à la descente de Val Gardena devant Walchhofer et Erik Guay, termine deuxième de la descente de Kitzbühel derrière Walchhofer puis 6e de la descente de Garmisch-Partenkirchen. Aux Jeux olympiques d'hiver de 2006 de Turin, il manque de 22 centièmes le podium olympique en descente terminant à la 6e place d'une course remportée par Antoine Dénériaz puis de 24 centièmes terminant 6e celui du super G dominé par Kjetil André Aamodt. Enfin en géant, il abandonne en première manche. En Coupe du monde, il clôt sa saison avec une 8e au géant de Yongpyong puis une 6e place au super d'Aare, termine dans le top-10 mondial puisqu'il prend la 10e place du général (4e du classement de la descente).
Il commence la saison 2007 par une victoire (sa troisième dans sa carrière) lors de la descente de Lake Louise devant Manuel Osborne-Paradis et Peter Fill. Il aligne ensuite plusieurs top-10, en descente notamment comme à Beaver Creek (7e), Val Gardena (7e), Bormio (6e puis 7e), à Wengen (5e) et enfin à Val d'Isère (7e) ainsi qu'une 6e au super G d'Hinterstoder. Il arrive donc avec beaucoup de confiance aux mondiaux 2007 d'Aare, il prend la 10e place du super G. En descente, bien qu'il réussit ses entraînements (meilleur temps du deuxième entraînement), la météo perturbe l'épreuve le jour-J et Büchel est contraint d'abandonner. Finalement c'est en géant qu'il se rattraper en décrochant sa seconde 10e place de ces mondiaux. Il termine l'année avec quatre top-10 (8e de la descente de Garmisch, 7e du super G de Kvitfjell, 8e de la descente et 4e du super G de Lenzerheide) et un nouveau podium avec une 3e place à la descente de Kvitfjell derrière Cuche et Guay. C'est sa saison la plus réussie de sa carrière à l'âge de 35 ans avec une 7e place au général et une 2e au classement de la descente derrière Cuche.

### 2008-2009: malgré son âge avancé, Büchel continue
Lors de la saison 2008, il termine 5e de la descente de Beaver Creek et connaît un podium au super G de Val Gardena avec une 3e place derrière Cuche et Miller. en janvier 2008, sur un tracé raccourci du super G de Kitzbühel, il prive Hermann Maier d'une 54e victoire en s'y imposant dans la célèbre station autrichienne où chaque vainqueur a droit à son nom sur l'une des cabines. Il signe alors sa quatrième victoire de sa carrière et devient le plus vieux vainqueur d'une course de Coupe du monde. Il connaît ensuite quatre top-10 (8e de la descente de Kitzbühel, 6e de la descente de Chamonix, 10e du super G de Whistler et 5e de la descente de Kvitfjell). C'est une 19e place au classement général qui l'attend (une 7e en super G et une 10e en descente).
Pour la saison 2009, il est tout proche (6 centièmes) d'une cinquième victoire avec une seconde place à Beaver Creek sur une descente dominée par Aksel Lund Svindal et connaît deux top-10 au mois de janvier 2009, tout d'abord à la descente de Wengen (6e) puis au super G de Kitzbühel (10e). Il rejoint ensuite Val d'Isère pour y disputer ses huitièmes Championnats du monde de sa carrière.

### 2010: Jeux olympiques d'hiver

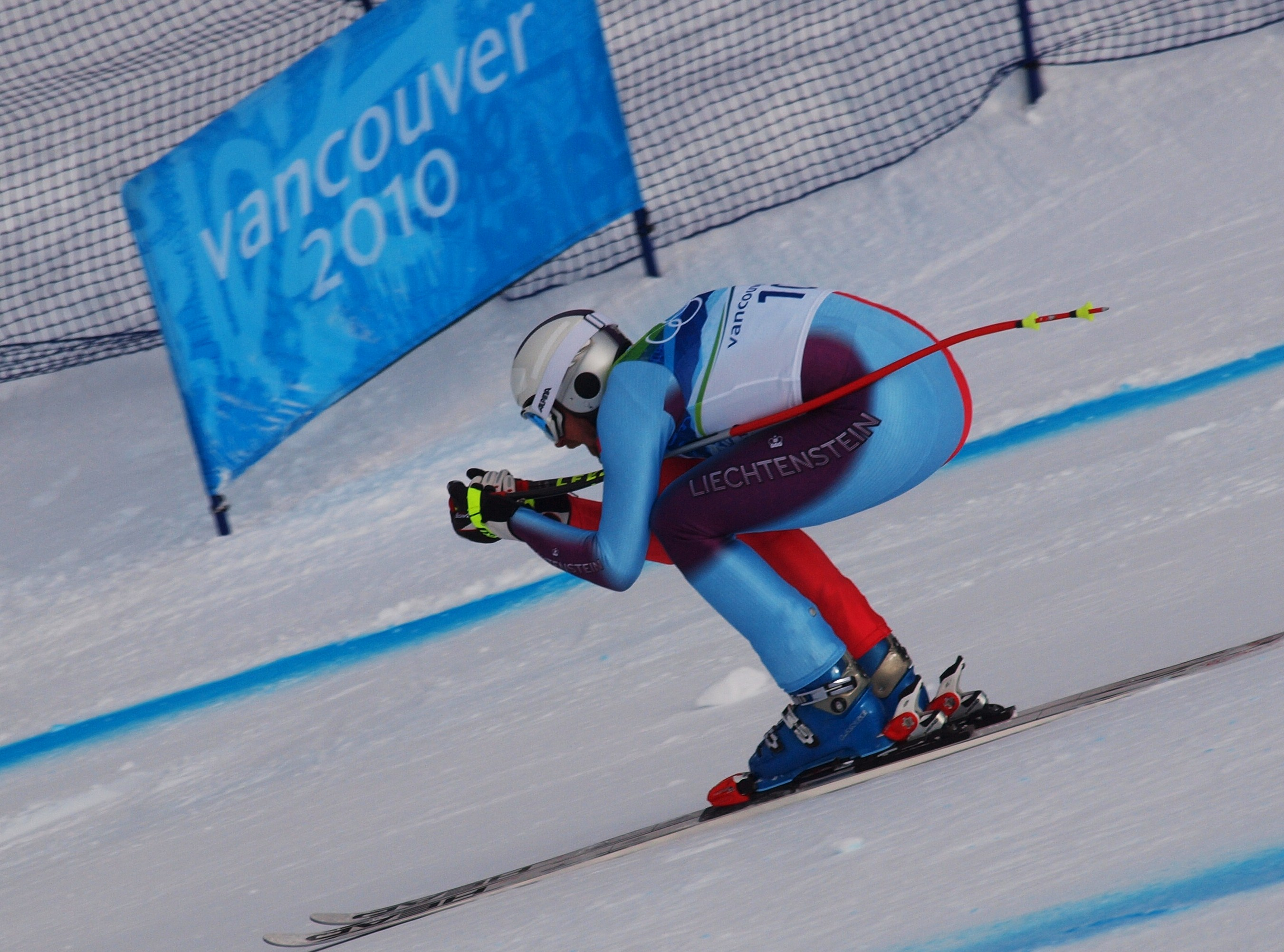
Marco Büchel lors de la descente aux Jeux olympiques d'hiver de 2010.

Il réalise encore des bons résultats lors des jeux de Vancouver, avec sa huitième place lors de la descente. Un mois plus tard, il dispute la dernière course de sa carrière à Garmisch-Partenkirchen, où il effectue la descente en portant une veste et une cravate. Il devient ensuite expert de ski alpin à la télévision allemande ZDF.

## Palmarès

### Jeux olympiques d'hiver
| Épreuve / Édition | Lillehammer 1994 | Nagano 1998 | Salt Lake City 2002 | Turin 2006 | Vancouver 2010 |
| Descente          | 40e              |             | 29e                 | 7e         | 8e             |
| Slalom géant      |                  | 14e         | 17e                 | Abandon    |                |
| Super G           | 32e              |             | 13e                 | 6e         | Disqualifié    |

### Championnats du monde
| Épreuve / Édition | Sierra Nevada 1996 | Sestrières 1997 | Vail 1999 | Sankt Anton 2001 | St-Moritz 2003 | Bormio 2005 | Åre 2007 | Val d'Isère 2009 |
| Descente          |                    |                 |           |                  | 18e            | 25e         | Abandon  |                  |
| Slalom            | Abandon            |                 |           |                  |                |             |          |                  |
| Slalom géant      | 18e                | 16e             | Argent    | 9e               | 19e            | Abandon     | 10e      |                  |
| Super G           |                    |                 |           | Abandon          | 11e            | 5e          | 10e      | 7e               |
| Combiné           |                    |                 |           |                  |                |             | Abandon  |                  |

### Coupe du monde
- Meilleur classement général : 7e en 2007.
- 18 podiums, dont 4 victoires (2 en descente, 2 en super G).

#### Détail des victoires
| Édition / Épreuve | Descente    | Super G                |
| 2003              |             | Garmisch-Partenkirchen |
| 2006              | Val Gardena |                        |
| 2007              | Lake Louise |                        |
| 2008              |             | Kitzbühel              |

#### Classements en coupe du monde
| Année/Classement | Année/Classement | Général | Général | Descente | Descente | Slalom | Slalom | Slalom éant | Slalom éant | Super G | Super G | Combiné | Combiné |
| ---------------- | ---------------- | ------- | ------- | -------- | -------- | ------ | ------ | ----------- | ----------- | ------- | ------- | ------- | ------- |
| Année/Classement | Année/Classement | Class.  | Points  | Class.   | Points   | Class. | Points | Class.      | Points      | Class.  | Points  | Class.  | Points  |
| 1997             | 1997             | 110e    | 16      | -        | -        | -      | -      | 39e         | 16          | -       | -       | -       | -       |
| 1998             | 1998             | 39e     | 220     | -        | -        | -      | -      | 10e         | 220         | -       | -       | -       | -       |
| 1999             | 1999             | 34e     | 218     | -        | -        | -      | -      | 9e          | 218         | -       | -       | -       | -       |
| 2000             | 2000             | 21e     | 456     | 51e      | 9        | -      | -      | 6e          | 290         | 14e     | 125     | 14e     | 32      |
| 2001             | 2001             | 14e     | 447     | 46e      | 24       | -      | -      | 6e          | 305         | 11e     | 118     | -       | -       |
| 2002             | 2002             | 66e     | 80      | -        | -        | -      | -      | 36e         | 21          | 22e     | 59      | -       | -       |
| 2003             | 2003             | 23e     | 404     | 27e      | 74       | -      | -      | 45e         | 21          | 2e      | 280     | 14e     | 32      |
| 2004             | 2004             | 46e     | 175     | 25e      | 83       | -      | -      | 47e         | 10          | 21e     | 82      | -       | -       |
| 2005             | 2005             | 11e     | 516     | 10e      | 237      | -      | -      | 22e         | 70          | 8e      | 198     | 20e     | 11      |
| 2006             | 2006             | 10e     | 626     | 4e       | 471      | -      | -      | 19e         | 111         | 17e     | 115     | -       | -       |
| 2007             | 2007             | 7e      | 635     | 2e       | 471      | -      | -      | 35e         | 18          | 8e      | 146     | -       | -       |
| 2008             | 2008             | 19e     | 451     | 10e      | 218      | -      | -      | 58e         | 3           | 7e      | 230     | -       | -       |
| 2009             | 2009             | 31e     | 268     | 14e      | 296      | -      | -      | -           | -           | 17e     | 72      | -       | -       |
| 2010             | 2010             | 26e     | 261     | 9e       | 202      | -      | -      | -           | -           | 24e     | 59      | -       | -       |

### Coupe d'Europe
- 4 victoires.

## Distinctions
- Élu sportif liechtensteinois de l'année : 1997, 1998, 1999 et 2006.
- Porte-drapeau aux Jeux olympiques de Salt Lake City en 2002.